# غریزه (مجموعه تلویزیونی)
غریزه (اسپانیایی: Instinto‎) یک مجموعهٔ تلویزیونی دلهره‌آور اِروتیک و اسپانیایی است که در سال ۲۰۱۹ منتشر شد.

## گزیدهٔ بازیگران
- ماریو کاساس در نقش مارکو مور[۱][۲]
- اسکار کاساس در نقش خوزه مور[۱][۲]
- اینگرید گارسیا-یونسون در نقش کارول ماخو[۱][۲]
- سیلویا آلونسو در نقش اِوا وِراگا[۱][۲][۳]
- الویرا مینگس در نقش دکتر بیه‌گاس[۴]
- لولا دوئنیاس در نقش لائورا، مادر مارکو و خوزه[۵]
- خوان دیه‌گو بوتو در نقش پل گاریدو[۳][۲]
- برونا کوزی در نقش باربارا روبلس[۱][۲][۶]